# Goggerturm

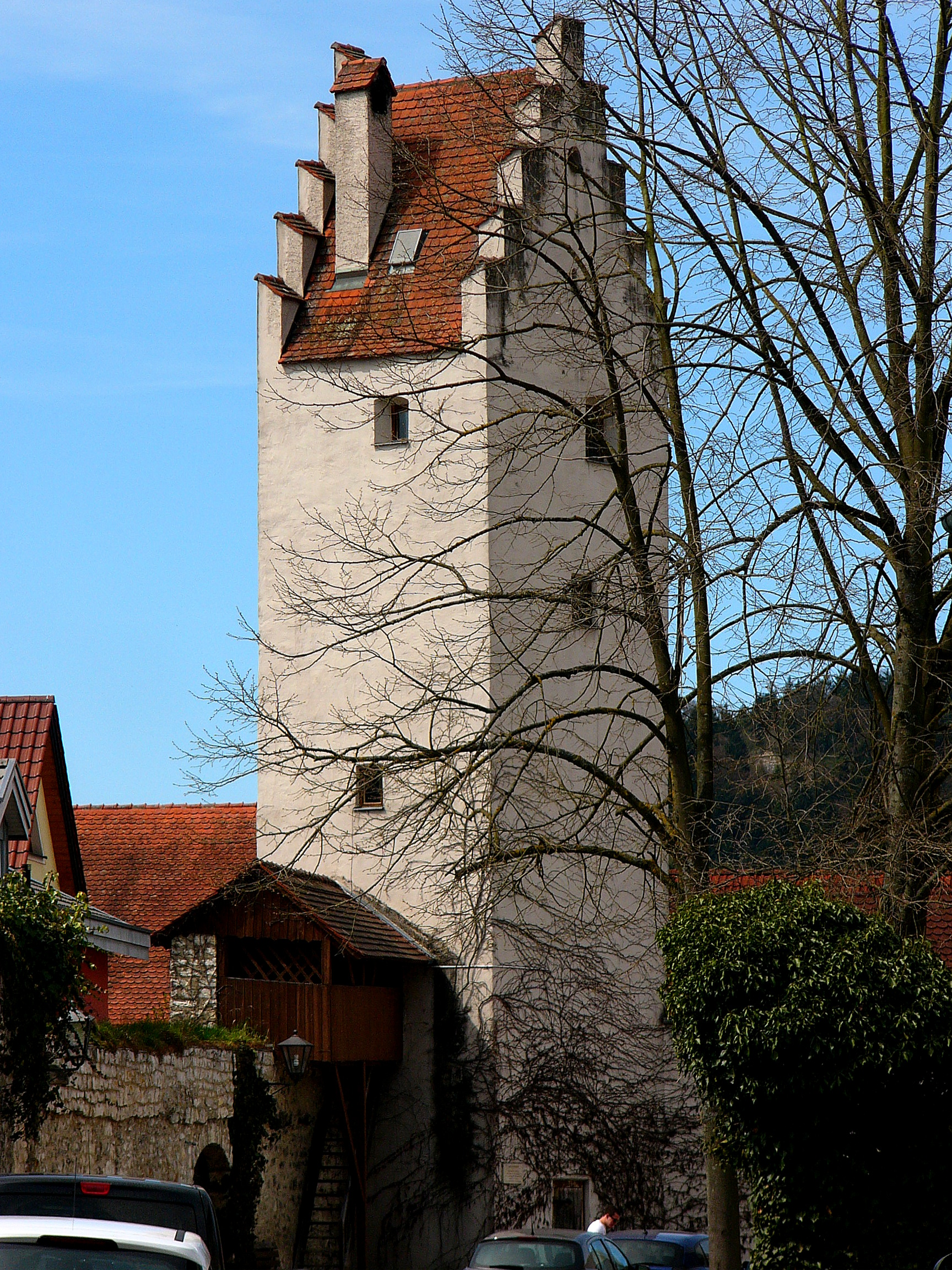
Goggerturm in Dietfurt an der Altmühl

Der Goggerturm in Dietfurt an der Altmühl, einer Stadt im Landkreis Neumarkt in der Oberpfalz in Bayern, wurde Mitte des 15. Jahrhunderts errichtet. Der Wehrturm mit der Adresse Zum Goggerturm 12 ist ein geschütztes Baudenkmal.
Von vermutlich ursprünglich zehn Wehrtürmen der ehemaligen Stadtbefestigung sind heute noch sechs Türme erhalten. Der Goggerturm besitzt eine Treppengiebelbedachung und spätere Wohnungseinbauten. Der Name kommt von der Familie Gaukler, die bereits 1851 den Turm bewohnte.
Der Turm, der auch schon als städtisches Gefängnis genutzt wurde, ist heute im Besitz der Stadt Dietfurt. 